# Alina Reh
Alina Reh (Laichingen, 23 maggio 1997) è una mezzofondista tedesca.
In carriera è stata campionessa nei 3000 e 5000 metri piani agli europei juniores di Eskilstuna 2015, nonché vincitrice della medaglia d'argento nei 5000 metri agli europei under 23 di Bydgoszcz 2017. 	

## Biografia
Agli europei juniores di Eskilstuna 2015 si laurea campionessa sia nei 3000 che nei 5000 metri piani, rispettivamente con tempi di 9'12"29 e 16'02"01.
Nell'estate del 2017 rappresenta la Germania agli europei a squadre di Lilla, dove ottiene un terzo posto nei 5000 metri piani (15'32"50) dietro alla spagnola Ana Lozano (15'18"40) e all'ucraina Yuliya Shmatenko (15'30"36).
Successivamente la tedesca prende parte ai 5000 metri degli europei under 23 di Bydgoszcz 2017, dove mostra ulteriori miglioramenti e giunge seconda con un nuovo personale di 15'10"57, tra la vincitrice Yasemin Can (15'01"67) e la terza classificata Sarah Lahti (15'14"17).  	
Il 17 settembre del 2017 vince la mezza maratona di Ulm, correndo in 1h11'21" e migliorando il primato tedesco under 23, che apparteneva alla maratoneta ed ex triathleta Sonja Krolik Oberem (1h11"42" nel 1995).  	

## Progressione

### 1500 metri piani
| Stagione | Misura  | Luogo     | Data      | Rank. Mond. |
| -------- | ------- | --------- | --------- | ----------- |
| 2016     | 4'14"64 | Ratisbona | 5-6-2016  |             |
| 2015     | 4'19"40 | Mannheim  | 27-6-2015 |             |
| 2014     | 4'21"21 | Mannheim  | 5-7-2014  |             |
| 2013     | 4'22"88 | Ratisbona | 8-6-2013  |             |

### 3000 metri piani
| Stagione | Misura  | Luogo            | Data      | Rank. Mond. |
| -------- | ------- | ---------------- | --------- | ----------- |
| 2016     | 9'18"92 | Mönchengladbach  | 31-7-2016 |             |
| 2015     | 9'08"27 | Osterode am Harz | 19-6-2015 |             |
| 2014     | 9'05"07 | Nanchino         | 24-8-2014 |             |
| 2013     | 9'17"52 | Rostock          | 26-7-2013 |             |
| 2012     | 9'31"23 | Mönchengladbach  | 20-7-2012 |             |

### 5000 metri piani
| Stagione | Misura   | Luogo      | Data      | Rank. Mond. |
| -------- | -------- | ---------- | --------- | ----------- |
| 2017     | 15'10"57 | Bydgoszcz  | 16-7-2017 |             |
| 2016     | 15'41"62 | Bydgoszcz  | 23-7-2016 |             |
| 2015     | 15'51"48 | Norimberga | 25-7-2015 |             |
| 2014     | 15'55"82 | Aichach    | 3-5-2014  |             |
| 2013     | 16'27"05 | Brema      | 4-5-2013  |             |

## Palmarès
| Anno | Manifestazione            | Sede          | Evento         | Risultato | Prestazione | Note                                   |
| ---- | ------------------------- | ------------- | -------------- | --------- | ----------- | -------------------------------------- |
| 2013 | Mondiali allievi          | Donec'k       | 3000 m piani   | 5ª        | 9'20"99     |                                        |
| 2014 | Giochi olimpici giovanili | Nanchino      | 3000 m piani   | Argento   | 9'05"07     | Miglior prestazione personale          |
| 2015 | Europei juniores          | Eskilstuna    | 3000 m piani   | Oro       | 9'12"29     |                                        |
| 2015 | Europei juniores          | Eskilstuna    | 5000 m piani   | Oro       | 16'02"01    |                                        |
| 2016 | Mondiali under 20         | Bydgoszcz     | 5000 m piani   | 9ª        | 15'41"62    | Miglior prestazione nazionale under 20 |
| 2017 | Europei indoor            | Belgrado      | 3000 m piani   | 8ª        | 8'57"87     |                                        |
| 2017 | Europei under 23          | Bydgoszcz     | 5000 m piani   | Argento   | 15'10"57    | Miglior prestazione personale          |
| 2017 | Mondiali                  | Londra        | 5000 m piani   | Batteria  | 15'10"01    | Miglior prestazione personale          |
| 2018 | Europei                   | Berlino       | 10000 m piani  | 4ª        | 32'28"48    |                                        |
| 2019 | Europei indoor            | Glasgow       | 3000 m piani   | 4ª        | 8'39"45     | Miglior prestazione personale          |
| 2019 | Europei under 23          | Gävle         | 5000 m piani   | Argento   | 15'11"25    |                                        |
| 2019 | Europei under 23          | Gävle         | 10000 m piani  | Oro       | 31'39"34    |                                        |
| 2019 | Mondiali                  | Doha          | 10000 m piani  | dnf       | dnf         |                                        |
| 2022 | Mondiali                  | Eugene        | 5000 m piani   | Batteria  | 15'13"92    |                                        |
| 2022 | Europei                   | Monaco        | 5000 m piani   | dnf       | dnf         |                                        |
| 2022 | Europei                   | Monaco        | 10000 m piani  | 8ª        | 32'14"02    |                                        |
| 2022 | Europei di cross          | Venaria Reale | Corsa seniores | Bronzo    | 27'19"      |                                        |
| 2022 | Europei di cross          | Venaria Reale | A squadre      | Oro       | 9 p.        |                                        |

## Campionati nazionali
2015
- Oro ai campionati tedeschi, 5000 m piani - 15'51"48
- Bronzo ai campionati tedeschi indoor, 3000 m piani - 9'08"53
- Bronzo ai campionati tedeschi di 10 km su strada - 33'35"

2016
- Argento ai campionati tedeschi indoor, 3000 m piani - 9'00"58

2017
- Oro ai campionati tedeschi indoor, 3000 m piani - 8'53"56

2018
- Argento ai campionati tedeschi, 5000 m piani - 15'25"30
- 4ª ai campionati tedeschi indoor, 3000 m piani - 9'02"42
- Oro ai campionati tedeschi di 10 km su strada - 32'23"

2019
- Oro ai campionati tedeschi, 10000 m piani - 31'19"87
- Argento ai campionati tedeschi, 5000 m piani - 15'19"42
- Argento ai campionati tedeschi indoor, 3000 m piani - 8'43"72

2020
- Oro ai campionati tedeschi, 5000 m piani - 16'08"33

2021
- Argento ai campionati tedeschi di 10 km su strada - 31'43"
- Oro ai campionati tedeschi di corsa campestre - 21'44"

2022
- Oro ai campionati tedeschi, 10000 m piani - 32'06"63
- Oro ai campionati tedeschi, 5000 m piani - 15'21"11
- Oro ai campionati tedeschi di corsa campestre - 21'59"

2023
- 4ª ai campionati tedeschi, 3000 m piani - 8'55"80

## Altre competizioni internazionali
2014
- 6ª all'Athletissima ( Losanna), 1500 m piani - 4'23"08

2017
- Campionati europei a squadre di atletica leggera ( Villeneuve-d'Ascq)

2019
- 11ª al Bauhaus-Galan ( Stoccolma), 5000 m piani - 15'04"10

2020
- 6ª alla Mezza maratona di Barcellona ( Barcellona) - 1h10'08"

2022
- Argento in Coppa Europa dei 10000 metri ( Pacé) - 31'39"86
- 15ª ai Bislett Games ( Oslo), 5000 m piani - 15'06"29

2023
- Oro in Coppa Europa dei 10000 metri ( Pacé) - 32'15"47